# Структурируемая алгебра
Структурируемая алгебра — это определённый вид унитальной инволютивной неассоциативной алгебры над полем.
Например, все йордановы алгебры являются структурируемыми алгебрами (с тривиальной инволюцией), как и любая альтернативная алгебра с инволюцией или любая центральная простая алгебра с инволюцией.
Под инволюцией здесь понимается линейный антигомоморфизм, чей квадрат является единичным.
Предположим, что A является унитальной неассоциативной алгеброй над полем и {\displaystyle x\mapsto {\bar {x}}} — это инволюция.
Если определить {\displaystyle V_{x,y}z:=(x{\bar {y}})z+(z{\bar {y}})x-(z{\bar {x}})y} и {\displaystyle [x,y]=xy-yx}, то мы говорим, что A является структурируемой алгеброй, если:
{\displaystyle [V_{x,y},V_{z,w}]=V_{V_{x,y}z,w}-V_{z,V_{y,x}w}.}
Структурируемые алгебры были введены Эллисоном в 1978.
Конструкция Кантора — Кёхера — Титса порождает алгебру Ли из любой йордановой алгебры, и эту конструкцию можно обобщить так, чтобы алгебру Ли можно было получить из структурируемой алгебры.
Более того, Эллисон доказал над полями с нулевой характеристикой, что структурируемая алгебра является центральной простой тогда и только тогда, когда соответствующая алгебра Ли центрально простая.
Другой пример структурируемой алгебры — это 56-мерная неассоциативная алгебра первоначально изученная Брауном в 1963, которая может быть построена из алгебры Алберта.
Когда базовое поле алгебраически замкнуто и имеет характеристику не 2 и не 3, группа автоморфизмов такой алгебры имеет единичную компоненту равную простой связной исключительной алгебраической группе типа E6.